# Bảo tàng Thánh đường John Paul II

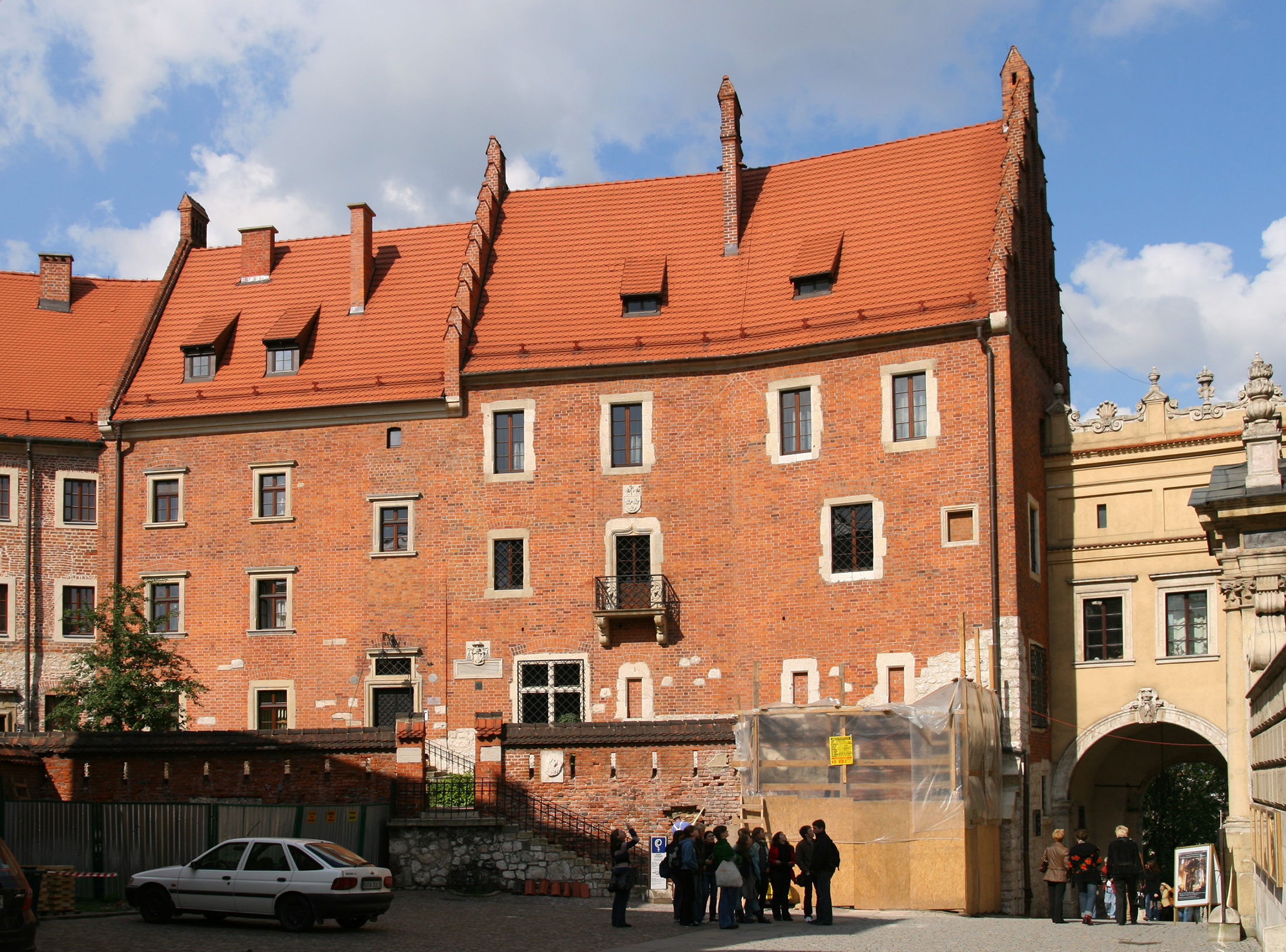
Bảo tàng Thánh đường John Paul II

Bảo tàng Thánh đường John Paul II là một bảo tàng ở Kraków, Ba Lan. Nó nằm trên đồi Wawel, giữa Cổng Vasa và trụ sở cũ của Chủng viện Lâu đài, trong Nhà thờ lớn, bao gồm hai tòa nhà thế kỷ 14.

## Lịch sử
Năm 1906, Đức Hồng y Jan Puzyna đã thành lập Bảo tàng Giáo phận trong các tòa nhà. Năm 1975, Đức Hồng y Karol Wojtyła, Giáo hoàng tương lai John Paul II, đã quyết định biến nơi đây trở thành Bảo tàng Nhà thờ, nơi các đồ vật từ Nhà thờ Wawel sẽ được lưu giữ và trưng bày.
Vào ngày 28 tháng 9 năm 1978, nhân kỷ niệm 20 năm ngày ngài được xức dầu làm giám mục, Đức Hồng y Karol Wojtyła đã mở và ban phước cho Bảo tàng Nhà thờ Wawel, là nhiệm vụ chính thức cuối cùng của ông tại Wawel trước khi trở thành giáo hoàng.

## Triển lãm
Triển lãm Bảo tàng Nhà thờ trưng bày những đồ vật quý giá nhất được lưu giữ trong Kho bạc Nhà thờ: vương giả Ba Lan lâu đời nhất, thủ công mỹ nghệ, quần áo, tranh vẽ và điêu khắc, cũng như những kỷ vật liên quan đến Giáo hoàng John Paul II.
Các đồ vật triển lãm được tổ chức theo giá trị lịch sử và nghệ thuật của chúng, và được trưng bày trong bốn phòng:
- Phòng Hoàng gia - nơi lưu giữ vương giả và quà tặng của các vị vua Ba Lan cho Nhà thờ chính tòa: Thánh giáo St Maurice, áo choàng đăng quang của vua Stanisław August Poniatowski, thanh kiếm đăng quang của vua Augustus III, Bông hồng vàng của nữ hoàng Maria Josepha, vương miện, vương trượng và vương miện quả cầu của vua Casimir IV, lý do của các giám mục Kraków.
- Phòng thờ Kho báu (thế kỷ 11 - 16) - nơi lưu giữ bộ sưu tập các đồ vật được tặng cho Nhà thờ bởi các vị vua, giám mục và quý tộc: chiếc hộp bạc (được biết đến với cái tên là Sar Sarene-Sicilian), chiếc túi được tặng bởi Cracow Voivode, Piotr Kmita, các vật thể được tìm thấy trong mộ của giám mục Maurus (chén bạc và patena, một chiếc nhẫn vàng, một chuỗi hạt và một viên thuốc chì), kính Hedwig cũng như các phiến đá từ một tòa nhà bằng đá từ thế kỷ 11.
- Phòng thờ Kho báu (thế kỷ 17 - 20) - hào quang của giám mục Stanisław Dąmbski, mũ của giám mục Andrzej Lipski, bộ sưu tập của chén lễ của giám mục của Kraków, gậy mục tử của giám mục Adam Stefan Sapieha, saber, chân dung và danh hiệu của hoàng tử Józef Poniatowski.
- Phòng Giáo hoàng - chứa các kỷ vật liên quan đến Giáo hoàng John Paul II: quần áo của giáo hoàng (áo chùng thâm, mũ biretta, mũ zucchetto và dây lưng fascia), chiếc mũ được trao cho Nhà thờ trong chuyến viếng thăm của Giáo hoàng ở Ba Lan, chiếc ghế bành được John Paul II và Benedict XVI sử dụng trong Nhà thờ, chiếc cốc làm bằng dừa và bạc (được Đức Hồng y Wojtyła tặng cho Bảo tàng vào ngày khai trương).